# Гаврюшин, Николай Константинович
Никола́й Константи́нович Гаврю́шин (28 ноября 1946, Москва — 13 августа 2019) — советский и российский философ, историк религиозно-философской и научной мысли России. Профессор Московской духовной академии (2012).

## Биография
Родился в семье киносценариста Константина Лаврентьевича Гаврюшина.
В 1970 году окончил филологический факультет МГУ.
С 1971 года работал в Институте истории естествознания и техники, с 1997 года — старший научный сотрудник.
В 1973 году защитил диссертацию на соискание ученой степени кандидата философских наук «Художественное творчество и развитие науки (становление идеи освоения космоса)». Руководил Проблемной группой по изучению памятников науки и техники. Член оргкомитета Чтений К. Э. Циолковского (1975—1980). В 1977/1978 и 1978/1979 читал курсы эстетики и истории эстетических учений на дневном и вечернем отделении исторического факультета МГУ.
С 1980 года сотрудничал с Издательским отделом Московского патриархата. В середине 1980-х читал курсы лекций по истории русской религиозной мысли в Доме учёных в Протвине, в МГХИ им. В. И. Сурикова.
С 1987 года — преподаватель философии Московской духовной академии и семинарии, с 1997 — доцент, с 2002 года — профессор. С 1997 преподавал также в Минской духовной академии.
В 1981—1992 — редактор ежегодника «Памятники науки и техники».
В 1997—2000 — главный редактор «Богословского вестника», издаваемого МДА. Редактор серии антологий «Сокровищница русской религиозно-философской мысли». Автор более ста печатных работ по истории науки и философии.
Основные работы посвящены истории космологических идей и истории русского космизма, религиозной антропологии и эстетике, истории логики на Руси в XI—XVIII вв. Выявил и изучил более 150 рукописей «Диалектики» XI—XVII вв., ввел в научный оборот антропологический трактат XVII века, «Сказание о древе Порфирия» А. М. Курбского, ряд работ К. Э. Циолковского. В 1985 году опубликовал доказательства подлинности Щукинской рукописи «Слова о полку Игореве».

## Награды
- Орден святителя Кирилла Туровского II степени (2012, Белорусская православная церковь)[1]

## Сочинения
Статьи
- Универсальность творческой личности // Человек науки. — М.: Наука, 1974. — С. 254—262.
- Предыстория понятия «ноосфера» // Проблемы взаимодействия общества и природы. — М.: Изд-во МГУ, 1974. — С. 38-40.
- Идея космического полета в античности // Из истории авиации и космонавтики. Вып. 13. — М.: ИИЕТ АН СССР, 1971. — С. 37-46.
- Из истории русского космизма. Калужский журнал «Урания» 1804 г. // Труды V и VI Чтений… К. Э. Циолковского. Секция «Исследование научного творчества К. Э. Циолковского». — М.:[ИИЕТ АН СССР), 1972. — С. 104—106.
- Социальные и эстетические мотивы в развитии идеи космического полета // Труды V и VI Чтений… К. Э. Циолковского. — М.: [ИИЕТ АН СССР], 1972. — С. 50-58.
- 400 лет со дня рождения И.Кеплера // Из истории авиации и космонавтики. Вып. 12. М.:[ИИЕТ АН СССР], 1971. — С. 78-80.
- 130 лет со дня рождения К.Фламмариона// Из истории авиации и космонавтики. Вып. 14. — М.:[ИИЕТ АН СССР), 1972. — С. 21-24 (совместно с М. К. Тихонравовым — [Ю. В. Бирюковым]).
- Космический полет — логика развития художественной и научной идеи от античности до XX века // Из истории авиации и космонавтики. Вып.16. М.:[ИИЕТ АН СССР],1972, с.12-20.
- 110 лет со дня рождения В. И. Вернадского// Из истории авиации и космонавтики. Вып. 19. М.:[ИИЕТ АН СССР} 1973. — С. 29-32.
- 425 лет со дня рождения Джордано Бруно// Из истории авиации и космонавтики. Вып. 19. М., 1973. — С. 118—120.
- Циолковский и атомистика // Труды УП Чтений… К. Э. Циолковского. Секция «Исследование научного творчества К. Э. Циолковского». — М.: [ИИЕТ АН СССР], 1973. — С. 36-50.
- Коперниканская эстетика // Земля и Вселенная, 1973. — № 6. — С. 42-44.
- Труды Ж.-С. Бальи по истории астрономии // Вопросы истории физико-математических наук. Тамбов, 1974, с.
- Формирование идеи освоения космоса в XVIII-XIX вв. // Из истории авиации и космонавтики. Вып.21. М.: ИИЕТ АН СССР, 1973. — С. 29-37.
- Историко-философские взгляды К. Э. Циолковского // Труды IX Чтений… К. Э. Циолковского. Секция «К. Э. Циолковский и философские проблемы освоения космоса». М.: ИИЕТ АН СССР, 1975. — С. 48-60.
- Научная школа как коллективное творческое сознание // Школы в науке. — М.: Наука, 1977. — С. 354—362 (совместно с П. В. Боярским).
- Космологический трактат XV века как памятник древнерусского естествознания // Памятники науки и техники. 1981. — М.: Наука, 1981. — С. 183—197.
- Византийская космология в XI веке // Историко-астрономические исследования. Вып. XVI. — М.: Наука, 1982. — С. 327—338.
- Первая российская «Логика» // Альманах библиофила. Вып. 15. — М.: Книга, 1983. — С. 238—242.
- Риторика М. В. Ломоносова и «Логика» Макария Петровича // Памятники науки и техники. Ежегодник 1985. М.: Наука, 1986. — С. 131—154.
- Щукинская рукопись «Слова о полку Игореве» // «Слово о полку Игореве» и его время. — М.: Наука, 1985. — С. 393—412.
- Загадки Щукинской рукописи // Библиотекарь. — 1985. — № 9. — С. 50-52.
- «Диалектика» на Руси (XI—XVII вв.)// Памятники науки и техники. 1987—1988. — М.: Наука, 1989. — С. 202—236.
- Б. П. Вышеславцев и его «философия сердца» // Вопросы философии. — 1990. — № 4. — С. 55-62.
- Космический шаг к «вечному блаженству» (К. Э. Циолковский и мифология технократии) // Вопросы философии. — 1992. — № 6. — С. 125—131
- Русская философия и религиозное сознание // Вопросы философии. 1994. — № 1. — С. 65-68
- Забытый русский мыслитель. К 150-летию со дня рождения П. Е. Астафьева // Вопросы философии. — 1996. — № 12. — С. 75-83.
- На границе философии и богословия: Шеллинг — Одоевский — митрополит Филарет (Дроздов) // Богословский вестник. — 1998. — № 2. — С.82-95,
- Оккультное в русской и советской культуре // Вопросы философии. — 2000. — № 3. — С. 143—145.
- От «Чжуанцзы» к «Добротолюбию»? Публ. анонимной ст. «Теория деятельности в древнекитайской философии» (70-е гг. XX в.) // Богословский вестник. 2000. — Т 2, № 3 (1999). — С. 75-93.
- Два пути «разумной веры»: И.-Г. Юнг-Штиллинг и Ф. М. Клингер // Вопросы философии. — 2003. — № 7. — С. 144—156.
- Куда скакал Синий Всадник? Василий Кандинский и эстетика беспредметной исихии // Духовные начала русского искусства. Материалы VI Международной научной конференции «Никитские чтения». — Великий Новгород, 2006. — С. 45-62.
- Князь Е. Н. Трубецкой и христианский платонизм // portal-slovo.ru

Книги
- Сокровища у порога. Эстетическое воспитание в краеведческой работе. — М: Просвещение, 1982. — 128 с.
- «Слово о полку Игореве». — М.: Книга, 1988. — 231 с. — (совместно с Л. А. Дмитриевым. В. П. Гребенюком и И. С. Шкляревским)
- Философия русского религиозного искусства XVI—XX вв. / Сост., общ. ред. и предисл. Н. К. Гаврюшина. — М.: Издательская группа «Прогресс-Культура», 1993. — (Серия: «Сокровищница русской религиозно-философской мысли»).
- Смысл жизни / Сост., общ ред., предисл. и прим. Н. К. Гаврюшина. — М.: Издательская группа «Прогресс-Культура», 1994. — (Серия: «Сокровищница русской религиозно-философской мысли»).
- По следам рыцарей Софии. — М.: СТАР ИНТЕР, 1997. — 223 с.
- Русская религиозная антропология / Сост., общ. ред., предисл. и прим. Н. К. Гаврюшина. — М.: Московский духовный фонд, Московская духовная академия, 1997. — (Серия: «Сокровищница русской религиозно-философской мысли»).
- Юнгов Остров. Религиозно-исторический этюд. — М.: Лого-Н, 2001. — 94 с.
- Премудрая святая диалектика. «Философские главы» преподобного Иоанна Дамаскина на Руси. — Нижний Новгород, 2003. — 100 с.
- Русское богословие: Очерки и портреты. — Нижний Новгород: Глагол, 2005. — 384 с.
- Непогрешимый богослов. Эгидий Римский и теологические споры в Западной Церкви (конец XIII — начало XIV веков). — М.: Драккар, 2006. — 368 с.
- Этюды о разумной вере. — Минск: Белорусский экзархат, 2010. — 656 с. — ISBN 978-985-511-167-3.
- У колыбели смыслов. Статьи разных лет. — М.: Модест Колеров, 2019. — 816 с. — (Исследования по истории русской мысли. Т. 22) — ISBN 978-5-905040-42-9